# Retablo de Talavera la Vieja (El Greco)
El Retablo de Talavera la Vieja era un retablo realizado por el Greco para el pueblo de Talavera la Vieja —en la provincia de Cáceres— actualmente sumergido por las aguas de un embalse. Fue el segundo retablo realizado por el maestro cretense. Las partes en madera no han llegado hasta la actualidad, pero los tres lienzos que realizó el Greco se conservan en buen estado.

## Historia
El 14 de febrero de 1591, el Greco se comprometió con la Cofradía de Nuestra Señora del Rosario a realizar la estructura arquitectónica —dorada y estofada-— una escultura de Nuestra Señora del Rosario —también dorada y estofada— y tres pinturas: La coronación de la Virgen para el ático, un san José y un san Andrés, de cuerpo entero. Según el libro de contabilidad de la iglesia, se instalaron en 1592. Paul Guinard, que visitó la iglesia en 1925, declaró que la imagen ya no era la del Greco, que otras dos pinturas del retablo —una Visitación y una Presentación de María— no eran del maestro cretense, y que la estructura del retablo había sido policromada espuriamente. Las tres pinturas del Greco fueron restauradas en 1927 y guardadas en la casa parroquial, donde se salvaron de la destrucción durante la guerra civil española. La arquitectura del retablo, las dos pinturas que no eran obra del Greco y la imagen de la Virgen del Rosario, fueron quemadas por elementos revolucionarios entre 1936 y 1938.
José Ramón Mélida, en el Catálogo monumental de España. Provincia de Cáceres (1914-1916), publicó una referencia del contrato original, conservada en el Archivo Histórico Provincial de Toledo, donde se describe vagamente el retablo. Según esta referencia, la fecha prevista de entrega era el 25 de julio de 1591 aunque, según los libros parroquiales, el pago acordado no se realizó hasta una fecha avanzada de 1592, lo que parece indicar un retraso en la finalización de la obra.

## Descripción
El retablo —destinado a ocupar el altar lateral del lado de la epístola— era una obra modesta, concertada en solamente 300 ducados. Su estructura es conocida por una deficiente fotografía realizada por Paul Guinard en el año 1925. El retablo tenía unos cinco metros de altura por cuatro de ancho, y consistía en dos cuerpos con tres calles. La calle central era más ancha, con dos grandes columnas dóricas a ambos lados, que abarcando los dos cuerpos, y un entablamento coronado por un frontón triangular. Las calles laterales carecían de remate, eran más estrechas y estaban flanqueadas por pilastras dóricas superpuestas.
Según el contrato inicial, el Greco debía realizar un lienzo representando a san José a la derecha de la escultura de la Virgen del Rosario, y otro lienzo figurando a san Andrés, a la izquierda de dicha estatuilla. Finalmente san José fue substituido por Simón Pedro, colocando el lienzo a la izquierda, y la pintura representando a san Andrés se situó en la parte derecha. En la parte superior del cuerpo del retablo, en el centro, estaba La coronación de la Virgen. A su derecha y a su izquierda, había sendos lienzos que no eran del Greco: La Visitación y La Presentación de María. Estos dos lienzos hicieron pensar a Paul Guinard "en un torpe imitador de los pintores rafaelescos". Teniendo en cuenta que estas dos obras no aparecían en el contrato, todo indica que la Cofradía de Nuestra Señora del Rosario ya poseía estas obras, y que las aprovechó para completar el retablo.

## Lienzos del Greco en el retablo
- La coronación de la Virgen (Retablo de Talavera)
- San Pedro (Retablo de Talavera)
- San Andrés (Retablo de Talavera)